# Spireitlinidae
Spireitlinidae es una familia de foraminíferos bentónicos cuyos taxones se hubiesen incluido tradicionalmente en la superfamilia Endothyroidea, del suborden Fusulinina y del orden Fusulinida. Su rango cronoestratigráfico abarca desde el Viseense superior (Carbonífero inferior) hasta el Kungurian (Pérmico inferior).

## Discusión
Clasificaciones más recientes incluyen Spireitlinidae en la superfamilia Endoteboidea, del suborden Endothyrina, del orden Endothyrida, de la subclase Fusulinana y de la clase Fusulinata.

## Clasificación
Spireitlinidae incluye al siguiente género:
- Spireitlina †
- Globispiroplectammina †, considerado previamente en la familia Biseriamminidae